# Bataille de Ky Hoa
Campagne de Cochinchine
Batailles
- Siège de Tourane
- Siège de Saïgon
- Kỳ Hòa
- Mỹ Tho
- Qui Nhơn
- Biên Hòa
- Vĩnh Long
- Traité de Saïgon

La bataille de Kỳ Hòa, qui s'est déroulée du 24 au 25 février 1861, a été une importante victoire franco-espagnole de la campagne de Cochinchine (1858–1862). Cette campagne franco-espagnole en Asie avait commencé par une expédition punitive pour se continuer en une guerre coloniale de conquête.

## Contexte
Une victoire franco-espagnole à Tourane et Saïgon en 1857 par l'amiral Rigault de Genouilly, commandant de la Station navale d’Extrême-Orient, qui se devait de faire une vigoureuse démonstration des forces en Annam[Quoi ?]. En février 1859, Saïgon est occupée ; mais la guerre contre la Chine fait que les forces sont orientées vers le nord. Les forces françaises se retrouvent assiégées.
Avec la fin de la seconde guerre de l'opium, le 7 février 1861, 70 navires sous le commandement de l'amiral Charner et 3 500 soldats sous les ordres du général de Vassoigne vers Saïgon.  Charner avait là la plus formidable escadre vue en cette région, les vapeurs Impératrice Eugénie et Renommée (avec le pavillon de Charner et celui de Page), les corvettes Primauguet, Laplace et Du Chayla, onze transports de troupe, cinq canonnières, dix-sept transports et un navire hôpital ; ainsi que le support d'un douzaine de lorchas acquises à Macao.

## La bataille pour Ky Hoa

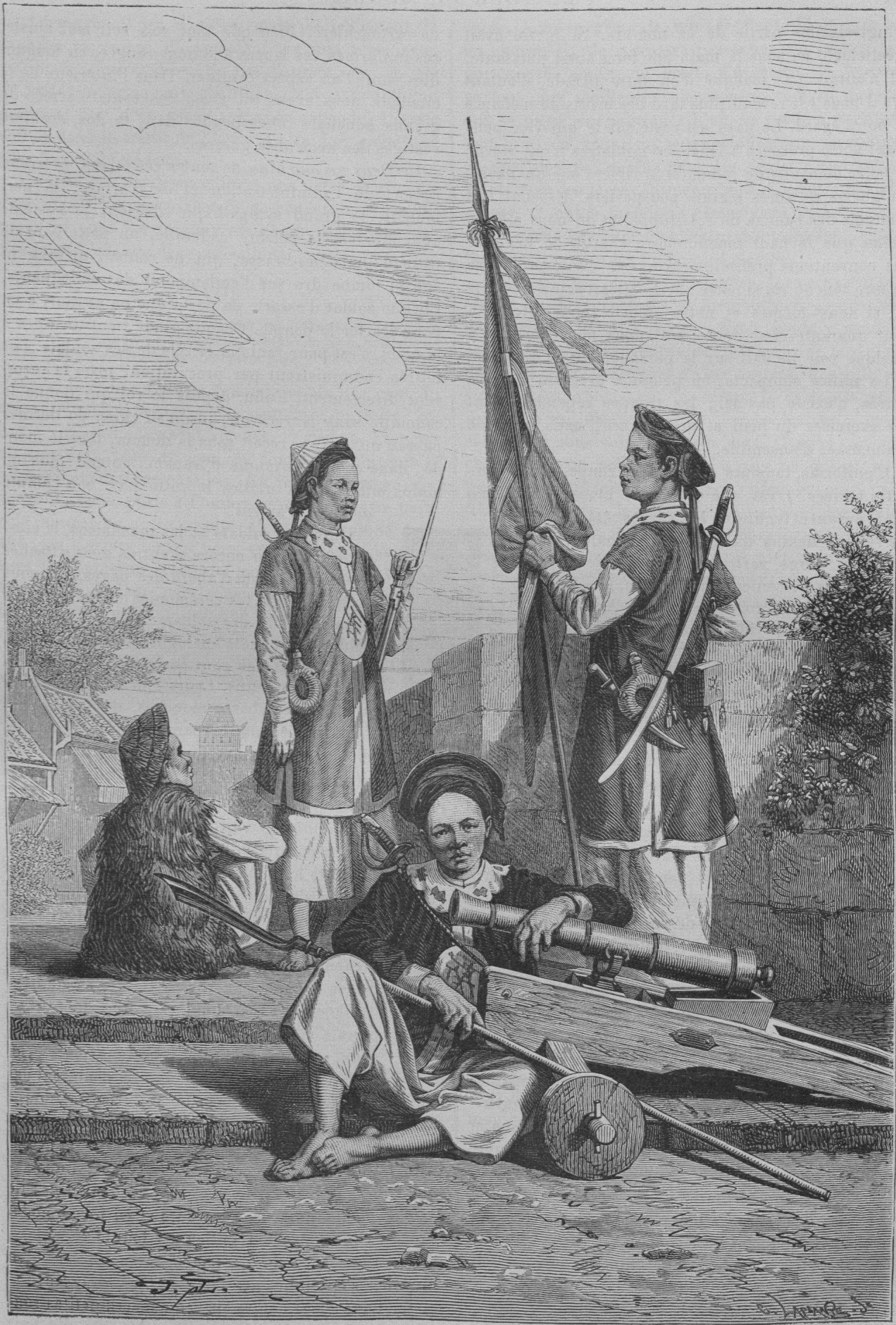
Tirailleurs vietnamiens de la dynastie Nguyen.

Les Franco-Espagnols étaient assiégés à Saïgon par une armée vietnamienne forte de  32 000 hommes commandés par Nguyen Tri Phuong. Les Vietnamiens avaient basé leur siège sur une ligne de 12 kilomètres de long connue comme la « Ligne Kỳ Hòa », le village de Kỳ Hòa étant le plus formidable camp retranché.
Le 24 février le combat commence par un mouvement de l'artillerie qui se concentre pour frapper les forces vietnamiennes. Puis, assemblée en une colonne, les forces coalisées montent à l’assaut du fort de la Redoute . La même action allait se répéter vers l'est mais avec deux colonnes, l'une commandée par le chef de bataillon du génie Allizé de Matignicourt, l'autre par le capitaine de frégate Desvaux, capitaine du transport l'Entreprenante.
La riposte vietnamienne était intense au point que les commandants général de Vassoigne et le colonel Palanca y Guttierez, espagnol, furent tous deux blessés lors de l'attaque.
Au 25 au matin une nouvelle attaque, deux colonnes avec un support d'artillerie.

« Mais se retrouvant sous un feu croisé, intense, meurtrier, la situation fut sauvée par des chefs énergiques comme le lieutenant de vaisseau Jaurès, la porte ouverte à coup de haches par le génie alors que l'infanterie de marine et les chasseurs entourèrent les lignes ennemies et les défenseurs furent détruits ; tout le complexe de Ky Hoa venait de tomber en nos mains . »

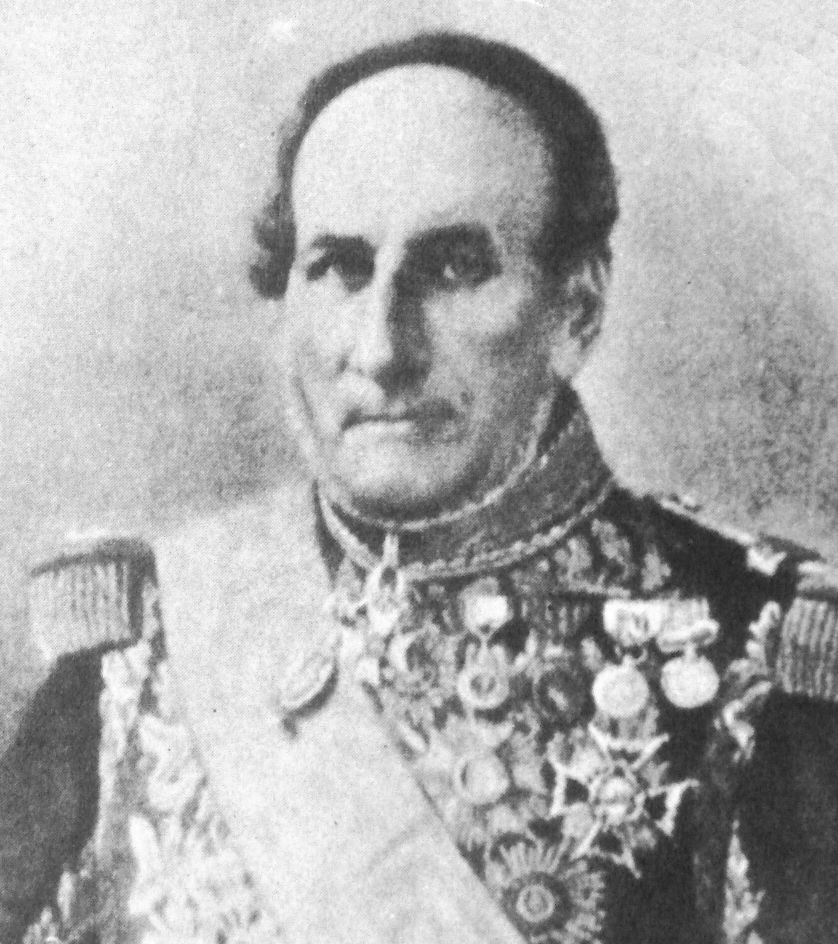
L'amiral Léonard Charner, commandant à Kỳ Hòa.

Ces combats intenses avaient fait 12 morts et 225 blessés dans les rangs européens, dont le lieutenant-colonel Jules-Marcelin-Albert Testard (1814-1861), de l'infanterie de marine, les pertes Vietnamienne, autour de 1 000 hommes, comprenaient le commandant Nguyen Tri Phuong qui fut blessé lors des combats,.

## Conséquences
Cette victoire marqua le début d'une  offensive. En avril 1861, Mỹ Tho était aux mains des français  ; en 1862 c'est le tour de Biên Hòa et Vĩnh Long ; les Vietnamiens sont ainsi amenés à signer la paix en avril 1862. La guerre est rude, les forces de Tu Duc dispersées ; ainsi les trois provinces de Biên Hòa, Gia Dinh et Dinh Tuong sont regroupées pour former la colonie de Cochinchine, avec Saïgon pour capitale.

## Décoration
- KI-HOA 1861est inscrit sur le drapeau des régiments cités lors de cette bataille.

### Sources et bibliographie
- Georges Taboulet, La Geste française en Indochine, Paris, Adrien Maisonneuve, 1956
- Auguste Thomazi, La Conquête de l'Indochine, Paris, 1934
- Auguste Thomazi, Histoire militaire de l'Indochine française, Hanoï, 1931